# Сулержицкий, Леопольд Антонович
Леопо́льд Анто́нович Сулержи́цкий (пол. Leopold Sulerżycki; 15 [27] ноября 1872, Житомир — 17 [30] декабря 1916, Москва) — русский театральный режиссёр, художник, педагог и общественный деятель. Сподвижник К. С. Станиславского, учитель Е. Б. Вахтангова. Также известен как друг семьи Льва Толстого и участник переселения духоборов с Кавказа в Канаду.
Иногда (в том числе Антоном Чеховым и в воспоминаниях духоборов) именуется Лев Антонович, что связано с его полным польским именем: Лев Леопольд Мария. Часто встречающийся вариант написания фамилии: Суллержицкий. В окружении и переписке Толстого и Станиславского известен под дружеским прозвищем Сулер, Суллер, в узком кругу Лёпа.

## Биография

### Детство, отрочество, юность
Когда Л. Сулержицкому был год, его семья переехала из Житомира в Киев, где его отец, Антон Матвеевич Сулержицкий, выходец из Польши, открыл переплётную мастерскую. В 1884 Сулержицкого, по сути, исключили из гимназии, и в следующем году отец определил его в Киевскую рисовальную школу Н. И. Мурашко. В 1900 году работал с В. М. Васнецовым и М. А. Врубелем по росписи Владимирского собора в Киеве.
В семнадцать лет ушёл в приднепровское село: работал у крестьян, учил крестьянских детей.
В 1890 был принят на живописное отделение в Московское училище живописи, ваяния, зодчества, где проучился до 1894. С 5 курса исключён за «противоначальственные» выступления.
В училище занимался вместе с Татьяной Толстой — дочерью Л. Н. Толстого, через которую попал в дом Толстых и познакомился с писателем. Идеи Толстого, в том числе пацифизм и анархизм, повлияли на всю дальнейшую жизнь Л. Сулержицкого.
Л. Сулержицкий много занимался печатью и распространением запрещённых произведений Л. Н. Толстого.

### Годы странствий
Идейный странник, учитель (преподавал грамоту), медицинский помощник, переводчик. За отказ от военной службы был направлен в психиатрическую лечебницу, затем на службу в Кушку, самую южную точку Российской империи. История неудавшегося отказа Сулержицкого от военной службы нашла отражение в незаконченной пьесе Льва Толстого «И свет во тьме светит».
Был матросом: в 1897—1898 служил на пароходе «Святой Николай», на судах черноморского торгового флота; ходил по российским портам (Новороссийск, Батум, Туапсе), в Японию, Китай, Индию, Сингапур, Стамбул.
После службы во флоте в 1898—1899 по просьбе Толстого Л. Сулержицкий организовал отправку первого парохода духоборов в Канаду и их обустройство на новом месте. В первом путешествии он выполнял обязанности переводчика и переговорщика с властями, трудился бок о бок и прожил в палатках с духоборами почти год. Во втором путешествии он вывозил в Канаду колонию духоборов, не смогшую закрепиться на Кипре. На Кипре он был поражён жёлтой лихорадкой и смог выполнить свою миссию лишь после болезни.

### Театр

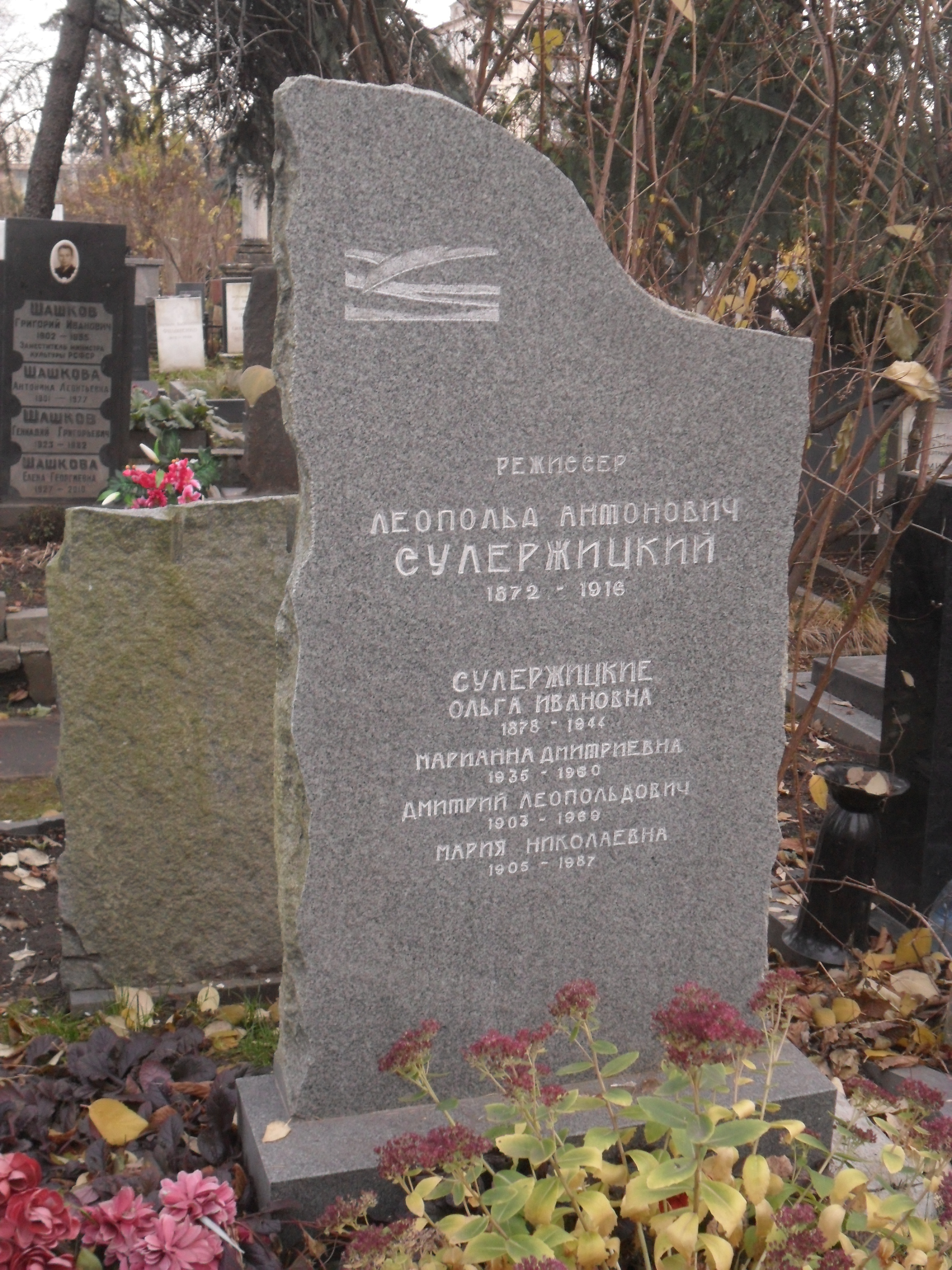
Могила Сулержицкого на Новодевичьем кладбище Москвы.

Благодаря встречам у Льва Толстого Сулержицкий подружился с А. Чеховым и М. Горьким, через которых во время крымских гастролей сблизился с МХТ. В 1906 году, после берлинских гастролей театра, стал режиссёром и помощником К. С. Станиславского. Некоторые исследователи считают, что Сулержицкий с его опытом в области восточных практик (йога, медитация, понятие праны) оказал коренное влияние на формирование методики Станиславского, а в дальнейшем — на участников 1-й Студии МХТ.
Вместе со Станиславским поставил «Драму жизни» Г. Гауптмана и «Жизнь человека» Л. Андреева (1907); вместе со Станиславским и И. М. Москвиным — «Синюю птицу» М. Метерлинка (1908); в содружестве с Г. Крэгом и Станиславским — «Гамлет» У. Шекспира (1910). По мизансценам МХТ поставил «Синюю птицу» М. Метерлинка в парижском театре Режан (1911).
В этот период Л. Сулержицкий, отчасти прекративший жизнь вечного странника, женился и у него родилось двое детей.
Преподавал в частной театральной школе Адашева, которую окончили многие актёры МХТ. Активный помощник Станиславского в преподавании.
В 1912 году по инициативе К. С. Станиславского возникла 1-я Студия МХТ, которой руководил Л. А. Сулержицкий. В отличие от условного, зрелищного театра Мейерхольда, 1-я Студия МХТ создавала интимный, камерный театр, в котором внимание сосредоточивалось на тончайших психологических нюансах в изображении повседневной жизни со всеми её подробностями. Здесь разными режиссёрами под его руководством были поставлены спектакли, не уступавшие по резонансу премьерам МХТ: «Гибель „Надежды“» Г. Гейерманса и «Праздник мира» Г. Гауптмана (1913), «Сверчок на печи» по Ч. Диккенсу и «Калики перехожие» В. Волькенштейна (1914), «Потоп» Г. Бергера (1915), а также «Эрик XIV» Стриндберга, «Двенадцатая Ночь», «Укрощение Строптивой» и превзошедший постановку Крейга «Гамлет» Шекспира. В этих постановках формировалось дарование М. Чехова, Р. Болеславского, Е. Вахтангова, А. Дикого, Б. Сушкевича, Г. Хмары, С. Бирман, С. Гиацинтовой, В. Готовцева и др. Сулержицкий — один из авторов и участник знаменитых капустников МХТ.
Сулержицкий проповедовал создание сообщества («ордена») актёров, распространяющееся за пределы совместного духовного существования в физическую сферу. В 1912 году он приобрел земельный участок под Евпаторией (ныне Заозёрное) для создания «Земледельческой колонии» актёров 1-й Студии МХТ. В том числе предполагался совместный отдых и физический труд, что, несмотря на препятствия, на 3 лета удалось реализовать в крымских владениях Станиславского в Евпатории.
В 1913 году рядом с «Земледельческой колонией» супругами караимами Гелелович был создан детский санаторий, коммуна актёров помогала детям, позднее они объединились и санаторий в 1923 году получил название «Чайка» (ныне детский клинический санаторий «Чайка»).
Коммуна актёров, реализованная здесь «по толстовским принципам», в дальнейшем воспроизводилась театрами Франции и США как идеальный способ сплочения коллектива.
В 1916 скончался из-за острого нефрита и был похоронен на Новодевичьем кладбище.

## Отзывы современников
Лев Николаевич однажды сказал о нём: 
— Ну, какой он толстовец? Он просто — «Три мушкетёра», не один из трёх, а все трое!
 М. Горький

## Произведения
- В песках, 1897
- Дневник матроса, 1902—1905
- В Америку с духоборами, 1898—1905 — полный текст с иллюстрациями
- Путь, 1906
- «Записки вольноопределяющегося» Л.А. Сулержицкого (1895–1896) / Публ., вступ. статья и коммент. М.В. Хализевой// Мнемозина. Документы и факты из истории отечественного театра XX века. Вып. 8 / Ред.-сост. В.В. Иванов. М.: Артист. Режиссер. Театр, 2023. С. 146–283. ISBN 978-5-907552-47-0

## Воспоминания
- Л. Андреев Л. А. Сулержицкий
- Максим Горький Л. А. Сулержицкий
- Булгаков В. Ф. Л. А. Сулержицкий  (недоступная ссылка с 11-05-2013 [4330 дней]) // О Толстом. Воспоминания и рассказы. Составление, вступительная статья и примечания доктора филологических наук А. И. Шифмана. Тула, Приок. кн. изд-во, 1978. 479+8 п.
- ФЭБ: Сухотина-Толстая. Л. А. Сулержицкий. — 1923 (текст)